# Sofía Rivera Torres
Sofía Rivera Torres Martín del Campo (San Diego, California; 18 de septiembre de 1992) es una presentadora y actriz estadounidense.

## Biografía
Comenzó su carrera televisiva en 2014 en el programa de EDM, All Access a través de E! Entertainment Television para toda Latinoamérica.
Al año siguiente, condujo el programa de Música Electrónica The Release producido por Vice Media, a través de Sony Entertainment Television.
Posteriormente, en 2016 se integró como titular de noticias del espectáculo para Imagen Noticias en Grupo Imagen y emitidas por Imagen Televisión.
Actualmente protagoniza la serie El Mundo Real: Ciudad de México  transmitida a través de Facebook Watch y es coconductora del programa ¡Qué Importa! transmitido a través de Imagen Televisión.
También escribe columnas habitualmente para la sección RSVP del periódico mexicano Excélsior y ha participado en dos producciones cinematográficas: Café Con Leche del Director Ray Gallardo y El Vestido de Roque Falabella.
Rivera Torres se casó con el conductor Eduardo Videgaray en una pequeña ceremonia en la Ciudad de México en octubre del 2020.

## Filmografía

### Cine
| Año  | Título                 | Personaje | Notas        |
| ---- | ---------------------- | --------- | ------------ |
| 2015 | Felices 18             | Pilar     | Cortometraje |
| 2016 | La apendriz            | Emilia    |              |
| 2018 | 108 costuras           | Reportera | Cameo        |
| 2020 | Cafe con leche         | Culebra   |              |
| 2022 | El vestido de la novia | Fernanda  |              |

### Televisión
| Año       | Título                | Personaje               | Notas        |
| --------- | --------------------- | ----------------------- | ------------ |
| 2012      | Amor bravío           | Amiga de Ileana         | 2 episodios  |
| 2014      | Cuenta pendiente      |                         | 1 episodio   |
| 2015-2016 | La vecina             | Ligia                   | 8 episodios  |
| 2018      | Sin miedo a la verdad | Carmen                  | 1 episodio   |
| 2020      | Enemigo íntimo        | Cassandra               | 20 episodios |
| 2021      | Si nos dejan          | Mabel "Mabe" Rangel     | 69 episodios |
| 2022-2023 | Cabo                  | Karen Escalante         | 85 episodios |
| 2023      | Volver a caer         | Vendedora               | 1 episodio   |
| 2024      | Tu vida es mi vida    | Natalia Ferrer Martínez | 90 episodios |

### Realities
| Año       | Título                           | Notas                      |
| --------- | -------------------------------- | -------------------------- |
| 2023      | La casa de los famosos México    | Participante 2da eliminada |
| 2023 2024 | Humor sin barreras Amor Paradiso | Ella mismaCanal de YouTube |